# 英国為替平衡勘定
英国為替平衡勘定（えいこくかわせへいこうかんじょう、Exchange Equalisation Account、EEA）は英国財務省によって設立された基金。国際通貨基金（IMF）の特別引出権（SDR）、外貨準備、金準備を保有する。必要であれば、国際為替市場での英国通貨の為替レートを管理するために使用できる資金を確保するために設立された。
EEAは、1932年4月19日に、ネヴィル・チェンバレンにより、前年9月にポンドが金本位制から離脱したことを受けて設立された。
米国の為替安定化基金（Exchange Stabilization Fund、ESF）は、1934年以来、米国財務省によって運営されている類似の基金で、EEAへ対抗して作られたものである。

## 参照
- 英国の金準備
- 為替安定化基金